# Medicare (Austrália)
Medicare é o sistema universal de saúde da Austrália financiado pelo setor público, operado pela agência governamental Medicare Australia.
A Austrália introduziu um plano de saúde universal, conhecido como Medibank, em 1975. Reformulado por sucessivos governos, a sua versão atual, o Medicare passou a existir em 1984. Agora é nominalmente financiado por uma sobretaxa do imposto de renda conhecido como a cobrança Medicare, atualmente fixada em 1,5%.